# ТЕС Мінтія-Дева
45°54′50″ пн. ш. 22°49′34″ сх. д. / 45.91389° пн. ш. 22.82611° сх. д.
ТЕС Мінтія-Дева – теплова електростанція на заході Румунії в повіті Хунедоара.
В 1969 – 1971 роках на майданчику станції стали до чотири конденсаційні енергоблоки з паровими турбінами потужністю по 210 МВт. В 1977-му та 1980-му до них додали ще два такі ж блоки.
Окрім виробництва електроенергії станція здатна постачати тепло. Для цього в 1971 – 1984 провели роботи по дообладнанню чотирьох з блоків, кожен з яких отримав здатність видавати по 160 МВт теплової потужності.
ТЕС споруджена з розрахунку на використання місцевого ресурсу кам’яного вугілля.
Видалення продуктів згоряння відбувається за допомогою трьох димарів висотою по 220 метрів.
Для охолодження використовується вода із річки Муреш. 
У 2009-му здійснили модернізацію блоку №3 зі збільшенням його потужності до 235 МВт, а в 2012-му блок №1 вивели з експлуатації
Видача продукції відбувається по ЛЕП, розрахованим на роботу під напругою 110 кВ, 220 кВ та 400 кВ.